# Argos (syn Arestora)
Argos (także Argos Tespijczyk, Argus; gr. Ἄργος Argos, łac. Argus) – w mitologii greckiej budowniczy okrętu Argo; jeden z Argonautów.
Uchodził za syna Arestora lub Fryksosa. Uczestniczył w wyprawie do Kolchidy po „złote runo” cudownego barana.